# Rasa Island Wildlife Sanctuary
Der Naturschutzgebiet Rasa Island Wildlife Sanctuary liegt ungefähr 91 km südwestlich von Puerto Princesa, der Hauptstadt der Provinz Palawan, auf den Philippinen. Es wurde am 15. Februar 2006 mit dem Inkrafttreten der Präsidentenproklamation 1000 nach den Richtlinien des Republikgesetzes 7586 auf einer Fläche von 19,83 km² eingerichtet.
Das Rasa Island Wildlife Sanctuary ist ein kombiniertes Jagd- und Meeresschutzgebiet, das circa 2 km vor der Küste der Gemeinde Narra liegt und von dieser verwaltet wird. Es kann vom Hafen des Barangay Panacan nach einer 30-minütigen Bootsfahrt erreicht werden. Die Insel Rasa Island belegt eine Fläche von 8,34 km², im Nordwesten der Sulusee. Die Vegetation der Insel besteht aus Mangrovenwäldern, circa 5,60 km², Küstenwäldern, etwa 1,75 km², kultivierten landwirtschaftlich genutzten Flächen, circa 0,60 km², und spärlich bewachsenen über dem Meeresspiegel ragenden Korallenbänken.
Die Insel ist besonders für ihre artenreiche Avifauna bekannt, die rund 104 Vogelarten umfasst. Diese umfasst unter anderem Bestände der Grauen Inselfruchttaube (Ducula pickeringii), Mohrendajal (Copsychus niger) und der Mantanani-Zwergohreule (Otus mantananensis). Das Naturschutzgebiet war vor seiner Entstehung, seit 1998, ein Pilotgebiet der Katala-Foundation für den Schutz der Vogelbestände, besonders während der Brutsaison. So weist das Naturschutzgebiet die weltweit höchste Bestandsdichte an frei lebenden Exemplaren des von Aussterben bedrohten Rotsteißkakadus (Cacatua haematuropygia) auf. Sein Bestand konnte aufgrund der Schutzmaßnahmen von 70 auf mehr als 200 Exemplaren gesteigert werden. Auf der Insel finden sich auch Nistgelege der Suppenschildkröte (Chelonia mydas) und der Echten Karettschildkröte (Eretmochelys imbricata). In den marinen Gewässern sind auch Beobachtungen des Dugong (Dugong dugon) bekannt.
2013 verhinderten Proteste von Anwohnern und Naturschutzorganisationen den Bau eines Kohlekraftwerkes der DMCI Power Corporation im Barangay Panacan. Naturschützer befürchteten, dass die Emissionen des Kraftwerks die bisherigen Erfolge im Bestandsschutz der Avifauna auf Rasa Island zunichtemachen könnten, da es direkt gegenüber der Insel errichtet werden sollte.